# Phil Rajzman
Philip Wollens Rajzman (nascido em 27 de junho de 1982), mais conhecido como Phil Rajzman, é um surfista profissional brasileiro.
Como discípulo de um dos pioneiros e um dos maiores nomes do surfe brasileiro, o Rico de Souza, Phil começou a pegar ondas aos seis anos de idade e desde cedo foi reconhecido como uma das maiores promessas do surfe do país. Phil tem subido constantemente ao pódio dos mundiais desde 1994, mesmo ano em que começou a competir.
Aos quinze, Phil passa a se tornar uma figura conhecida no mundo do surfe, impressionando o mundo com grandes performances em ondas gigantes do estado norte-americano do Havaí e depois foi convidado a integrar à primeira equipe brasileira de tow-in, a Power Surf Team, onde o surfista é puxado por um jet-ski, a procura de maiores e melhores ondas possíveis.
Em 2002, Phil participa do filme Surf Adventures — um dos destaques foi a sequência incrível de manobras do brasileiro em Fernando de Noronha. A continuação do filme, intitulada Surf Adventures 2, está na fase final de edição, e Phil novamente faz papel principal da produção sendo o único surfista a utilizar tanto a prancha pequena como o longboard.
Em maio de 2007, Phil vence o compatriota Danilo Rodrigo e conquista o título do campeonato mundial de surfe da ASP, realizado na França. E, em 2016, conquista o Bicampeonato Mundial de Longboard.
Além de ser o maior nome do Longboard brasileiro, Phil também é apresentador  do programa 9 Pés , no Canal Off. O programa retrata a cultura do surfe de pranchão e apresenta os principais picos e personagens do cenário atual de longboard. O programa estreia a nova temporada, em julho/2018.
Phil é filho do ex-jogador profissional de vôlei Bernard Rajzman, e da ex-patinadora profissional Michelle Wollens.

## Títulos
- Bicampeão mundial 2016/2007
- Vice-campeão mundial 2014
- Bicampeão mundial oxbow 2004/2003
- Bicampeão pan americano 2009/2007
- Campeão brasileiro de Longboard 2012
- Bicampeão Tow in RJ 2011/2010
- Campeão SUP Racing Petrolandia Adventure 2011
- Campeão Waterman Brasil 2007

## Projetos sociais
Phil Rajzman é o idealizador e coordenador do projeto Respirar (Enquadrado na Lei de incentivo ao esporte IR), desenvolvido para a área de desporto educacional, aulas de surf, natação e acompanhamento psicológico e pedagógico, cujo público beneficiário será de alunos de baixa renda das comunidades do Rio de Janeiro, regularmente matriculadas em Instituição de ensino de qualquer sistema.
Além disso, Phil Rajzman é padrinho do projeto Surf no Alemão, idealizado e coordenado pelo morador da comunidade Wellington Cardoso.